# Op wacht: voor God-Nederland-Oranje
Op wacht: voor God-Nederland-Oranje was een verzetsblad uit de Tweede Wereldoorlog, dat van 25 januari 1944 tot 28 juni 1945 in 's-Gravenhage werd uitgegeven. Het blad verscheen aanvankelijk 2 maal per week, vanaf 19 juli 1944 wekelijks in een oplage van 12000 exemplaren. Het werd gestencild en de inhoud bestond voornamelijk uit algemene artikelen, binnenlandse berichten en nieuwsberichten.

## Ontstaan
Het blad 'Op Wacht' is ontstaan uit een verzetsgroep, waarvan de leden eerst meewerkten aan de uitgave en verspreiding van Voor God en den Koning. Eind 1943 startte de groep i.v.m. de groeiende organisatie een eigen blad met de titel God-Nederland-Oranje. Deze titel werd bij nader inzien minder geschikt geacht en daarom veranderd in 'Op Wacht: voor God-Nederland-Oranje'. De oprichters waren twee jonge ondergedoken tuinders: J.J. van Staalduinen uit 's-Gravenzande en Sijbren Lautenbach uit Berlikum (Fr.). Beiden waren oud-militairen, die naast een aantal medewerkers in het land, ook medewerking kregen van een vakjournalist: J.A. Ages.

## Doelen en organisatie
De doelen van de uitgave waren om op christelijke grondslag voorlichting te geven aan het Nederlandse volk, en de financiële lasten van onderduikers en hun achterblijvende gezinnen te verlichten. In principe wilden de organisatoren niets weten van een gedrukte uitgave. De ervaring had geleerd, dat een drukkerij uiterst kwetsbaar was. Daarom werden in het hele land stencilposten - zogenaamde filialen - opgericht. Onder meer in Amsterdam, Barendrecht, Delft, Hillegom, Leiden, Naaldwijk, Rotterdam en Friesland. Vanuit het hoofdkantoor in Den Haag werden deze filialen per koerier van kopij voorzien. Dat gebeurde ook met een gedeelte van de oplage die bestemd was voor de overige gebieden. De stencilposten konden na eventuele arrestaties vrij eenvoudig naar omliggende plaatsen worden overgebracht, zodat het blad 'Op wacht' te allen tijde kon blijven verschijnen.

## Slachtoffers
Op 9 augustus 1944 werd Lautenbach bij een bezoek aan een blijkbaar 'besmet' adres in Delft door de Sipo (Sicherheitspolizei) neergeschoten en gevangen genomen. Hij herstelde enigszins, doch overleed op 25 april 1945 tijdens een transport uit het concentratiekamp Bergen-Belsen. Gedurende de gehele periode waarin het verzetsblad werd uitgegeven verloren enige tientallen medewerkers en medewerksters het leven.

## Lokale voortzettingen
Na het uitbreken van de Spoorwegstaking werd het vervoersprobleem voor 'Op wacht' groot. Ook werd gedacht dat de bevrijding zeer nabij was en dat werk van militaire aard een grotere urgentie had. Zo kwam het dat de uitgave tweemaal werd stopgezet. Toen bleek, dat de verwachte bevrijding uitbleef, werd de uitgave hervat. Intussen hadden enkele 'filiaalhouders' zelf het initiatief genomen tot het voortzetten van 'Op wacht'. Hieruit ontstonden Op wacht in Amsterdam en Nieuwsblad ten behoeve van de lezers van Op wacht. In Friesland was al vanaf mei 1944 De Wachter verschenen. Vanaf begin 1945 werden in Rotterdam en Den Haag naast het weekblad nog dagelijkse edities uitgegeven. De uitgave werd m.i.v. 9 mei 1945 legaal voortgezet onder de titel: Op wacht: weekblad voor den wederopbouw van het Koninkrijk.

## Betrokken personen
- S. Lautenbach
- J.A. Ages
- J.J. van Staalduinen

## Gerelateerde kranten
- Voor God en den koning[4]
- Nieuwsblad ten behoeve van de lezers van "Op wacht", voor God-Nederland-Oranje[5]
- Op wacht; speciaal nieuwsbulletin voor Den Haag en omstreken[6]
- God-Nederland-Oranje[7]
- De wachter[8]
- Op wacht; dagelijks nieuws, verschijnt in Rotterdam en omstreken[9]
- Op wacht in Amsterdam[10]